# Arrangement de La Haye concernant l'enregistrement international des dessins et modèles industriels
 (juillet 2023).
L'arrangement de La Haye concernant l'enregistrement international des dessins et modèles industriels, également connu sous le nom de système de La Haye, prévoit un mécanisme d'enregistrement d'un dessin ou modèle industriel dans plusieurs pays au moyen d'une seule demande, déposée en une seule langue, moyennant un minimum de formalités. Le système est administré par l'OMPI.

## Instruments
L'arrangement de La Haye se compose de plusieurs traités distincts, dont les plus importants sont : l'arrangement de La Haye de 1925, l'acte de Londres du 2 juin 1934, l'acte de La Haye du 28 novembre 1960 (modifié par l'acte de Stockholm) et l'acte de Genève du 2 juillet 1999.
La version originale de l'accord (la version de La Haye de 1925) n'est plus appliquée, car tous les États parties prenantes ont signé les instruments ultérieurs. L'acte de Londres de 1934 s'appliquait formellement entre un État de l'acte de Londres qui n'avait pas signé l'acte de La Haye et/ou de Genève en relation avec d'autres États de l'acte de Londres jusqu'en octobre 2016. Or, depuis le 1er janvier 2010, l'application de cette loi était déjà gelée.
Les pays peuvent adhérer à l'acte de 1960 (La Haye), ou l'acte de 1999 (Genève) ou aux deux. Si un pays n'a adhéré qu'à un seul acte, les déposants de ce pays ne peuvent utiliser le système de La Haye que pour obtenir la protection de leurs dessins ou modèles dans les pays ayant adhéré au même acte. Par exemple, étant donné que l'Union européenne n'a signé que l'acte de 1999 (Genève), les demandeurs qui remplissent les conditions requises pour utiliser le système de La Haye parce que leur domicile se trouve dans l'Union européenne ne peuvent obtenir une protection que dans les pays qui ont également signé l'acte de 1999 ou dans ceux ayant signé à la fois les actes de 1999 et de 1960.

## Parties contractantes (pays membres)
Le système de La Haye compte 81 membres couvrant 98 pays en janvier 2025. Toutes les parties contractantes d'un ou plusieurs des instruments de l'Arrangement de La Haye sont membres de l'union de La Haye. Une liste est présentée ci-dessous :
| Code | Membre                 | The Hague 1925                  | London 1934                        | The Hague 1960             | Stockholm 1967             | Geneva 1999       | territorialité |
| ---- | ---------------------- | ------------------------------- | ---------------------------------- | -------------------------- | -------------------------- | ----------------- | --- |
| OA   | OAPI                   |                                 |                                    |                            |                            | 16 septembre 2008 | |
| AL   | Albania                |                                 |                                    | 19 mars 2007               | 19 mars 2007               | 19 mars 2007      | |
| AM   | Armenia                |                                 |                                    |                            |                            | 13 juillet 2007   | |
| AZ   | Azerbaijan             |                                 |                                    |                            |                            | 8 décembre 2010   | |
| BR   | Brazil                 |                                 |                                    |                            |                            | 1 août 2023       | |
| BY   | Belarus                |                                 |                                    |                            |                            | 19 juillet 2021   | |
| BX   | Belgium                | 27 juillet 1929- 1 janvier 1975 | 24 novembre 1939- 1 janvier 1975   | 1 août 1984                | 28 mai 1997                | 18 décembre 2018  | Territoire aussi couvert par EM |
| BZ   | Belize                 |                                 |                                    | 12 juillet 2003            | 12 juillet 2003            | 9 février 2019    | |
| BJ   | Benin                  |                                 | 2 novembre 1986- 18 octobre 2016   | 2 novembre 1986            | 2 janvier 1987             |                   | Territoire aussi couvert par OA |
| BA   | Bosnia and Herzegovina |                                 |                                    |                            |                            | 24 décembre 2008  | |
| BW   | Botswana               |                                 |                                    |                            |                            | 5 décembre 2006   | |
| BN   | Brunei                 |                                 |                                    |                            |                            | 24 décembre 2013  | |
| CA   | Canada                 |                                 |                                    |                            |                            | 5 novembre 2018   | |
| KH   | Cambodia               |                                 |                                    |                            |                            | 25 février 2017   | |
| CN   | China                  |                                 |                                    |                            |                            | 5 mai 2022        | exclusion Hong Kong et Macao |
| CI   | Cote d'Ivoire          |                                 | 30 mai 1993- 18 octobre 2016       | 30 mai 1993                | 30 mai 1993                |                   | Territoire également couvert par OA |
| HR   | Croatia                |                                 |                                    | 12 février 2004            | 12 février 2004            | 12 avril 2004     | Territoire aussi couvert par EM |
| DK   | Denmark                |                                 |                                    |                            |                            | 9 décembre 2008   | Territoire aussi couvert par EM incl. Greenland (2011) Faroe Islands (2016) |
| --   | East Germany           |                                 | 1949- 3 octobre 1990               | 7 mai 1989- 3 octobre 1990 | 7 mai 1989- 3 octobre 1990 |                   | |
| EG   | Egypt                  |                                 | 1 juillet 1952- 18 octobre 2016    |                            |                            | 27 août 2004      | |
| EE   | Estonia                |                                 |                                    |                            |                            | 23 décembre 2012  | Territoire aussi couvert par EM |
| EM   |                        |                                 |                                    |                            |                            | 1 janvier 2008    | |
| FI   | Finland                |                                 |                                    |                            |                            | 1 mai 2011        | Territoire aussi couvert par EM |
| FR   | France                 | 20 octobre 1930                 | 25 juin 1939- 18 octobre 2016      | 1 août 1984                | 27 septembre 1975          | 18 mars 2007      | Territoire aussi couvert par EM Inclus tous les territoires |
| GA   | Gabon                  |                                 |                                    | 18 août 2003               | 18 août 2003               |                   | Territoire aussi couvert par OA |
| DE   | Germany                | 1 juin 1928                     | 13 juin 1939- 18 octobre 2016      | 1 août 1984                | 27 septembre 1975          | 13 février 2010   | Territoire aussi couvert par EM Stockholm et Hague act: Inclut "Land Berlin |
| GE   | Georgia                |                                 |                                    | 1 août 2003                | 1 août 2003                | 23 décembre 2003  | |
| GH   | Ghana                  |                                 |                                    |                            |                            | 16 septembre 2008 | |
| GR   | Greece                 |                                 |                                    | 18 avril 1997              | 18 avril 1997              |                   | Territoire aussi couvert par EM |
| HU   | Hungary                |                                 | 7 Avril 1984- 1 février 2005       | 1 août 1984                | 7 avril 1984               | 1 mai 2004        | Territoire aussi couvert par EM |
| IS   | Iceland                |                                 |                                    |                            |                            | 23 décembre 2003  | |
| ID   | Indonesia              |                                 | 27 décembre 1949- 3 juin 2010      |                            |                            |                   | |
| IL   | Israel                 |                                 |                                    |                            |                            | 3 janvier 2020    | |
| IT   | Italy                  |                                 |                                    | 13 juin 1997               | 13 août 1987               |                   | Territoire aussi couvert par EM |
| JM   | Jamaica                |                                 |                                    |                            |                            | 10 février 2022   | |
| JP   | Japan                  |                                 |                                    |                            |                            | 13 mai 2015       | |
| KG   | Kyrgyzstan             |                                 |                                    | 17 mars 2003               | 17 mars 2003               | 23 décembre 2003  | |
| LV   | Latvia                 |                                 |                                    |                            |                            | 26 juillet 2005   | Territoire aussi couvert par EM |
| LI   | Liechtenstein          | 14 juillet 1933                 | 28 janvier 1951- 18 octobre 2016   | 1 août 1984                | 27 septembre 1975          | 23 décembre 2003  | |
| LT   | Lithuania              |                                 |                                    |                            |                            | 26 septembre 2008 | Territoire aussi couvert par EM |
| BX   | Luxembourg             |                                 |                                    | 1 août 1984                | 28 mai 1979                | 18 décembre 2018  | Territoire aussi couvert par EM |
| MK   | North Macedonia        |                                 |                                    | 18 mars 1997               | 18 mars 1997               | 22 mars 2006      | |
| ML   | Mali                   |                                 |                                    | 7 septembre 2006           | 7 septembre 2006           |                   | Territoire aussi couvert par OA |
| MU   | Mauritius              |                                 |                                    |                            |                            | 6 mai 2023        | |
| MX   | Mexico                 |                                 |                                    |                            |                            | 6 juin 2020       | |
| MD   | Moldova                |                                 |                                    | 14 mars 1994               | 14 mars 1994               | 23 décembre 2003  | |
| MC   | Monaco                 |                                 | 29 Avril 1956- 18 octobre 2016     | 1 août 1984                | 27 septembre 1975          | 9 juin 2011       | |
| MN   | Mongolia               |                                 |                                    | 12 avril 1997              | 12 avril 1997              | 19 janvier 2008   | |
| ME   | Montenegro             |                                 |                                    | 3 juin 2006                | 3 juin 2006                | 5 mars 2012       | succession Serbie et Montenegro |
| MA   | Morocco                | 20 octobre 1930                 | 21 janvier 1941- 18 octobre 2016   | 13 octobre 1999            | 12 octobre 1999            |                   | |
| NA   | Namibia                |                                 |                                    |                            |                            | 13 juin 2004      | |
| BX   | Netherlands            | 1 juin 1928- 1 janvier 1975     | 5 août 1948- 1 janvier 1975        | 1 août 1984                | 28 juin 1979               | 18 décembre 2018  | Territoire aussi couvert par EM London Act incl Dutch East Indies (-1950), Suriname (-1975), Netherlands Antilles (-2010), Aruba (1986-2011), Curaçao, Sint Maarten and Caribbean Netherlands (2010-2011) |
| NE   | Niger                  |                                 |                                    | 20 septembre 2004          | 20 septembre 2004          |                   | Territoire aussi couvert par OA |
| KP   | North Korea            |                                 |                                    | 27 mai 1992                | 27 mai 1992                | 13 septembre 2016 | |
| NO   | Norway                 |                                 |                                    |                            |                            | 17 juin 2010      | |
| OM   | Oman                   |                                 |                                    |                            |                            | 4 mars 2009       | |
| PL   | Poland                 |                                 |                                    |                            |                            | 2 juillet 2009    | Territoire aussi couvert par EM |
| RU   | Russia                 |                                 |                                    |                            |                            | 28 février 2018   | |
| RO   | Romania                |                                 |                                    | 18 juillet 1992            | 18 juillet 1992            | 23 décembre 2003  | Territoire aussi couvert par EM |
| RW   | Rwanda                 |                                 |                                    |                            |                            | 31 août 2011      | |
| WS   | Samoa                  |                                 |                                    |                            |                            | 2 janvier 2020    | |
| SM   | San Marino             |                                 |                                    |                            | 26 janvier 2019            |                   | |
| ST   | Sao Tome and Principe  |                                 |                                    |                            |                            | 8 décembre 2008   | |
| SN   | Senegal                |                                 | 30 juin 1984- 18 octobre 2016      | 1 août 1984                | 30 juin 1984               |                   | Territoire aussi couvert par OA |
| RS   | Serbia                 |                                 |                                    | 30 décembre 1993           | 30 décembre 1993           | 9 décembre 2009   | |
| SG   | Singapore              |                                 |                                    |                            |                            | 17 décembre 2005  | |
| SI   | Slovenia               |                                 |                                    | 13 janvier 1995            | 13 janvier 1995            | 23 décembre 2003  | Territoire aussi couvert par EM |
| KR   | South Korea            |                                 |                                    |                            |                            | 1 juillet 2014    | |
| ES   | Spain                  | 1 juin 1928                     | 2 mars 1956- 18 octobre 2016       |                            |                            | 23 décembre 2003  | Territoire aussi couvert par EM Hague agreement et London Act: Incl. Maroc espagnol (-1956) et Colonies (1947-1975)                                                                                       |
| SR   | Suriname               |                                 | 25 novembre 1975- 18 octobre 2016  | 1 août 1984                | 23 février 1977            |                   | |
| CH   | Switzerland            | 1 juin 1928                     | 24 novembre 1939- 19 novembre 2010 | 1 août 1984                | 27 septembre 1975          | 23 décembre 2003  | |
| SY   | Syria                  |                                 |                                    |                            |                            | 7 mai 2008        | |
| TJ   | Tajikistan             |                                 |                                    |                            |                            | 21 mars 2012      | |
| --   | Tanger                 | 6 mars 1936- 1956               | 13 juin 1939- 1956                 |                            |                            |                   | Maintenant partie du Maroc |
| TN   | Tunisia                | 20 octobre 1930                 | 4 octobre 1942- 18 octobre 2016    |                            |                            | 13 juin 2012      | |
| TR   | Turkey                 |                                 |                                    |                            |                            | 1 janvier 2005    | |
| TM   | Turkmenistan           |                                 |                                    |                            |                            | 16 mars 2016      | |
| UA   | Ukraine                |                                 |                                    | 28 août 2002               | 28 août 2002               | 23 décembre 2003  | |
| UK   | United Kingdom         |                                 |                                    |                            |                            | 13 juin 2018      | Territoire aussi couvert par OA jusqu'à 2021. Incl. Isle of Man (2018-) et Guernsey (2021-) |
| US   | United States          |                                 |                                    |                            |                            | 13 mai 2015       | |
| VA   | Vatican                |                                 | 29 juin 1960- 4 août 2007          |                            |                            |                   | |
| VN   | Vietnam                |                                 |                                    |                            |                            | 30 décembre 2019  | |

## Utilisation du système de la Haye

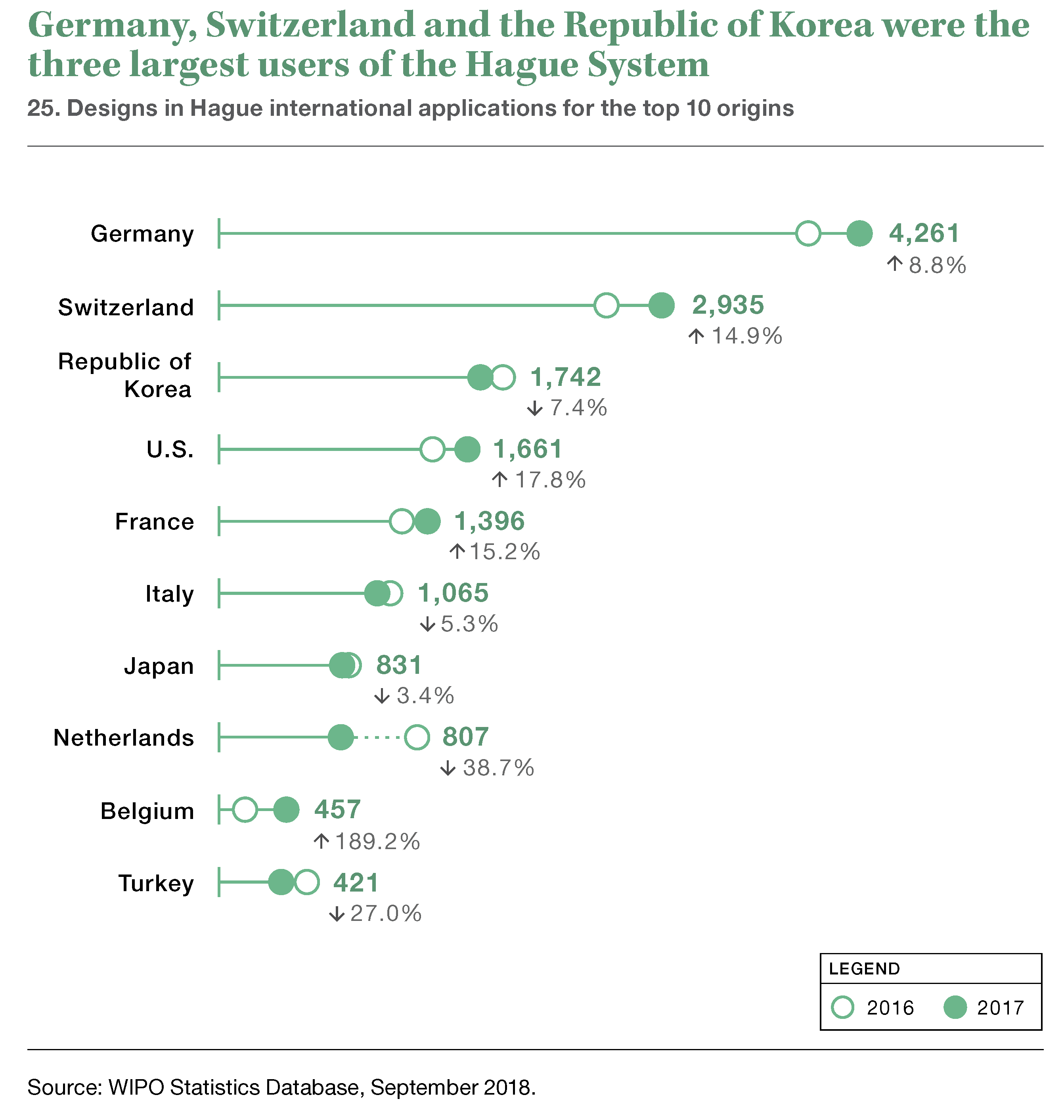
L'Allemagne, la Suisse et la République de Corée étaient les trois principaux utilisateurs du système de La Haye en 2017

### Qualification pour utiliser le système de La Haye
Les déposants peuvent utiliser le système de La Haye sur la base de l'un des critères suivants :
- le demandeur est un ressortissant d'une partie contractante (c'est-à-dire un pays membre)
- le demandeur est domicilié dans une partie contractante
- le déposant a un établissement industriel ou commercial réel actif dans une partie contractante
- le demandeur a sa résidence habituelle dans une partie contractante (uniquement disponible si la partie contractante en question a adhéré à l'acte de 1999 (Genève))

Un déposant qui ne remplit pas les conditions requises pour l'un de ces critères ne peut pas utiliser le système de La Haye. Les parties contractantes comprennent non seulement des pays, mais également des organisations intergouvernementales telles que l'Organisation africaine de la propriété intellectuelle (OAPI) et l'Union européenne. Cela signifie qu'un demandeur domicilié dans un pays membre de l'UE qui n'est pas une partie contractante, comme l'Autriche ou le Royaume-Uni, peut néanmoins utiliser le système de La Haye sur la base de son domicile dans l'Union européenne.

### Obligations
Une demande peut être déposée en anglais, en français ou en espagnol, au choix du demandeur. La demande doit contenir une ou plusieurs vues des dessins et modèles concernés et peut comprendre jusqu'à 100 dessins et modèles différents à condition que les dessins et modèles soient tous dans la même classe de la Classification internationale des dessins et modèles industriels (classification de Locarno).
La taxe de dépôt se compose de trois types de taxes : une taxe de base, une taxe de publication et une taxe de désignation pour chaque partie contractante désignée.

### Procédure d'examen et d'inscription
La demande est examinée sur les aspects formels par le Bureau international de l'OMPI, qui offre au demandeur la possibilité de corriger certaines irrégularités dans la demande. Une fois les conditions de forme remplies, la demande est inscrite au registre international et les détails sont publiés par voie électronique dans le Bulletin des dessins et modèles internationaux sur le site internet de l'OMPI.
Si une partie contractante désignée considère qu'un dessin ou modèle qui a été enregistré aux fins de protection dans cette partie contractante ne satisfait pas à ses critères nationaux d'enregistrabilité (par exemple, si elle constate que le dessin n'est pas nouveau), elle doit notifier le Bureau international qu'elle refuse l'enregistrement pour cette partie contractante. Pour chaque partie contractante qui n'émet pas un tel refus, l'enregistrement international prend effet et offre la même protection que si le ou les dessins ou modèles avaient été enregistrés en vertu du droit interne de cette partie contractante.

### Durée & renouvellement
La durée d'un enregistrement international est de cinq ans, prorogeable par périodes supplémentaires de cinq ans jusqu'à la durée maximale autorisée par chaque partie contractante. Pour l'acte de Londres de 1934, la durée maximale était de 15 ans.
Les renouvellements sont gérés de manière centralisée par le Bureau international. Le déposant paie une taxe de renouvellement et notifie le Bureau international des pays pour lesquels l'enregistrement doit être renouvelé.

## Origine du nom
L'accord a été conclu dans la ville néerlandaise de La Haye.